# Max Sax (Orgelbauer)
Max Sax (* 1. September 1921 in Trostberg) ist ein deutscher Orgelbauer.

## Leben
Max Sax war Stiefsohn von Georg Glatzl und erlernte bei ihm den Orgelbauerberuf. Er übernahm nach dessen Tod 1947 die Firma St. Gregoriuswerk in Altmühldorf und baute bis in die 1980er Jahre Orgeln in Südostbayern.